# Germain Casse
Pour les articles homonymes, voir Casse.

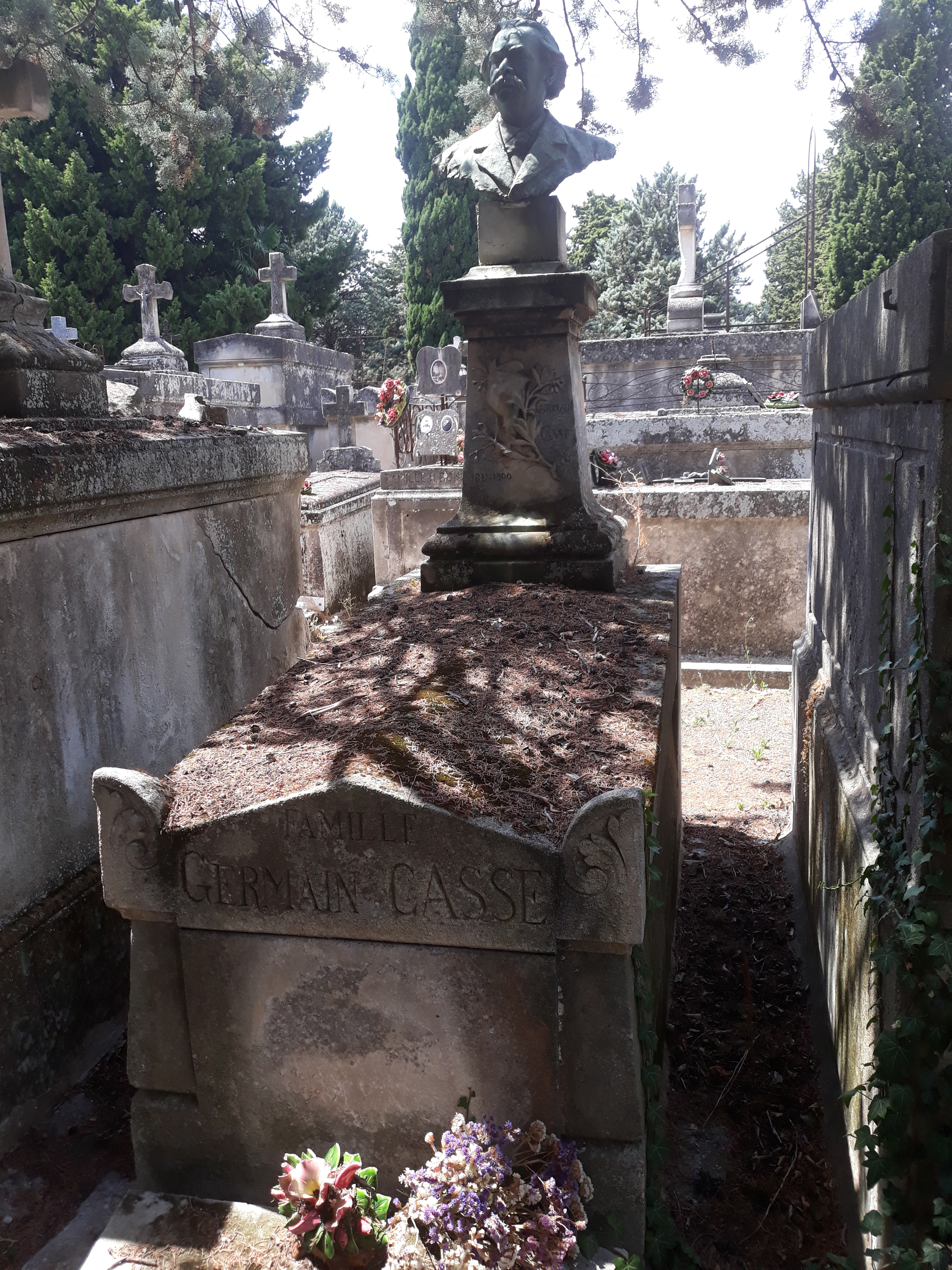
Vue de la sépulture aus Cimetière Saint-Véran à Avignon

Germain Casse, né le 22 septembre 1837 à Pointe-à-Pitre (Guadeloupe) et décédé le 9 décembre 1900 à Avignon (Vaucluse), est un militant blanquiste, libre-penseur et membre de la Première Internationale sous le Second Empire puis de la Commune de Paris en 1871. Sous la Troisième République, il devient radical socialiste.

## Biographie
Étudiant en droit à Paris, il est exclu des facultés après sa participation au congrès socialiste de Liège en 1866. Il devient alors journaliste. Son opposition virulente au Second Empire lui vaut de nombreuses condamnations pénales. Il rejoint la Commune de Paris en 1871. Dans ses Souvenirs d'un révolutionnaire, Gustave Lefrançais estime que Germain Casse aurait dû être « chassé » de la Commune, car il aurait été un « agent servile de Jules Favre durant le siège » et traficoterait avec les Versaillais. Toujours selon Gustave Lefrançais, Germain Casse aurait renié sa participation à la Commune en écrivant au Figaro qu'il n'avait jamais eu de relations avec les « bandits de la Commune ». Il est député de la Guadeloupe de 1873 à 1876, inscrit à l'Union républicaine. Il est député de la Seine de 1876 à 1889 et fut l'un des 363 qui refusent la confiance au gouvernement de Broglie, le 16 mai 1877. Il passe après 1881 au groupe de la Gauche radicale. Il ne se représente pas en 1889 et est nommé gouverneur de la Martinique en 1889 puis trésorier payeur général de la Guadeloupe en 1890 et du Vaucluse en 1894.
Germain Casse est inhumé au cimetière Saint-Véran d'Avignon, carré 19, rangée Est, tombe 4.
Il est le père de la peintre Germaine Casse.